# Anjar
Anjar (عنجر  en árabe y  Անճար en armenio), es una antigua ciudad omeya ubicada en el Líbano, declarada Patrimonio de la Humanidad por la Unesco en el año 1984. Es también conocida como Haouch Moussa (حوش موسى, en árabe). Se encuentra en el valle de la Becá. 

## La localidad moderna
La actual localidad tiene una población aproximada de 15.000 habitantes, que desciende en su mayoría de cerca de 8.000 armenios exiliados de Turquía para escapar del genocidio armenio de 1915, representando así el 26% de la población armenia en Líbano.
La principal diferencia del sitio de Anjar con otros lugares de Líbano como Beirut, Biblos, Sidón, Tiro o Baalbek es que en todas éstas existió una continuidad histórica y unas civilizaciones fueron construyendo sobre los yacimientos de las anteriores; mientras que en Anjar sólo existen restos arqueológicos de la época Omeya sin haberse encontrado vestigios de otras civilizaciones entre las ruinas.

## Galería

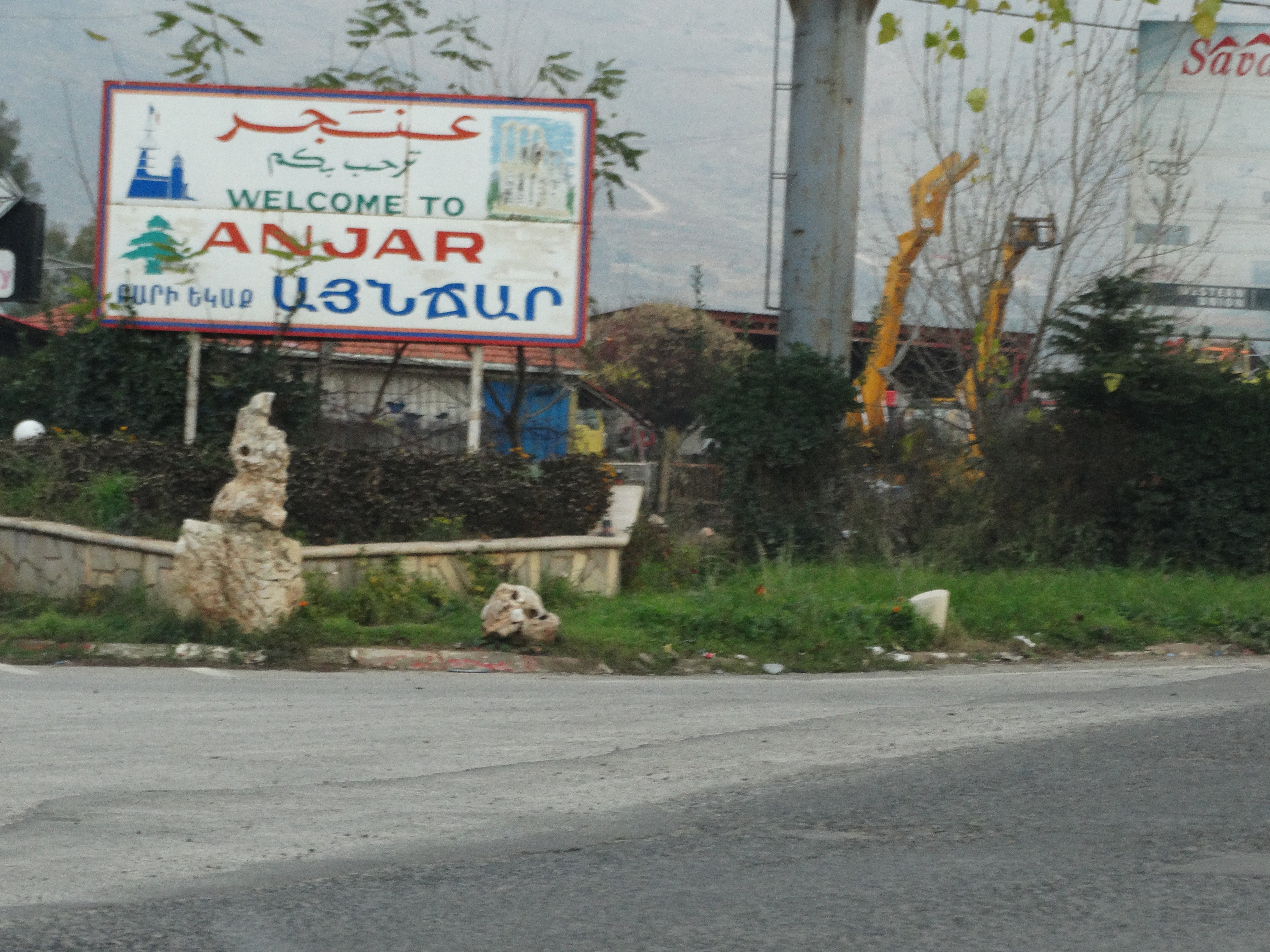
El nombre de la ciudad en tres idiomas.
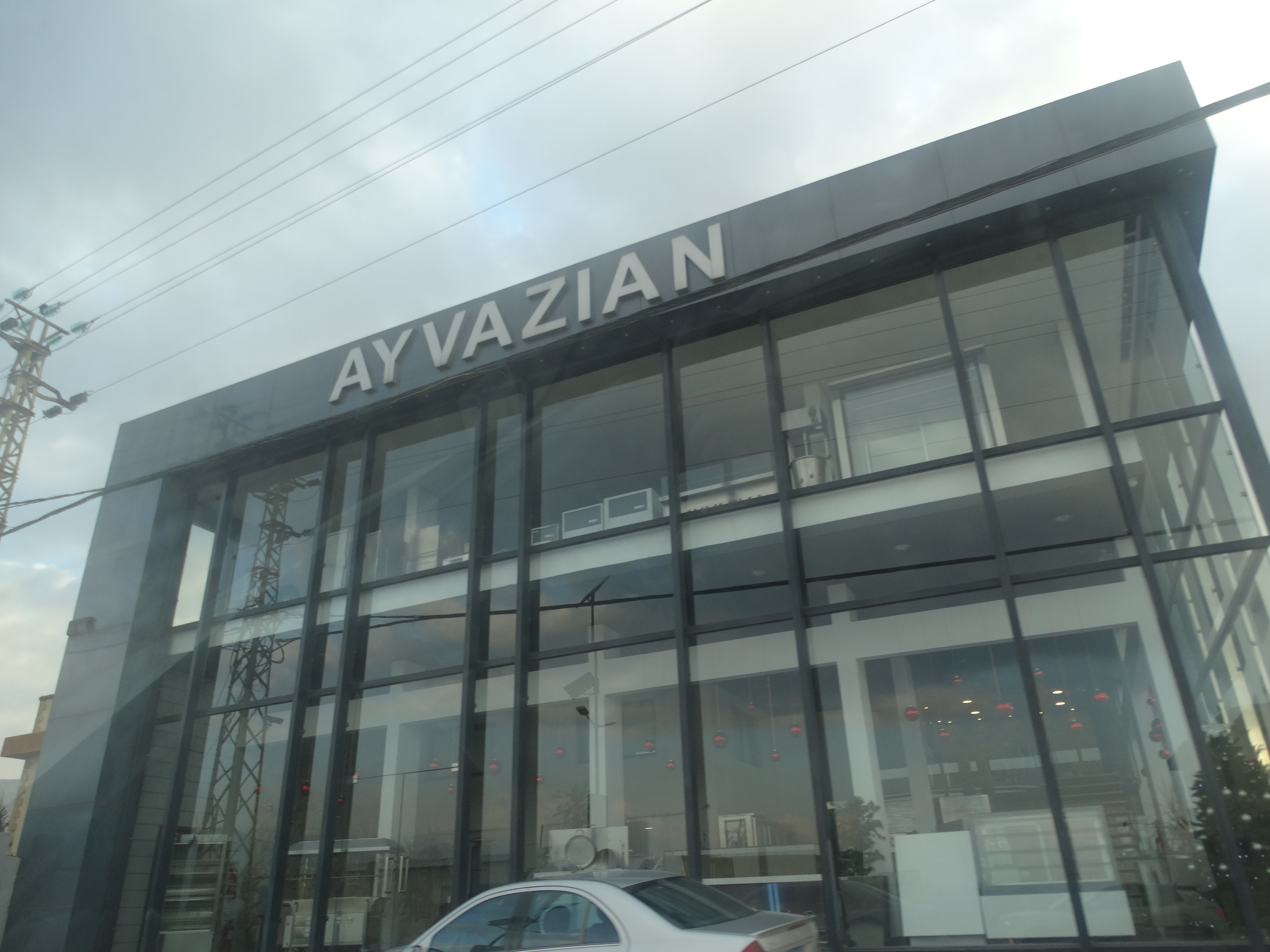
Fundación Ayvazyan
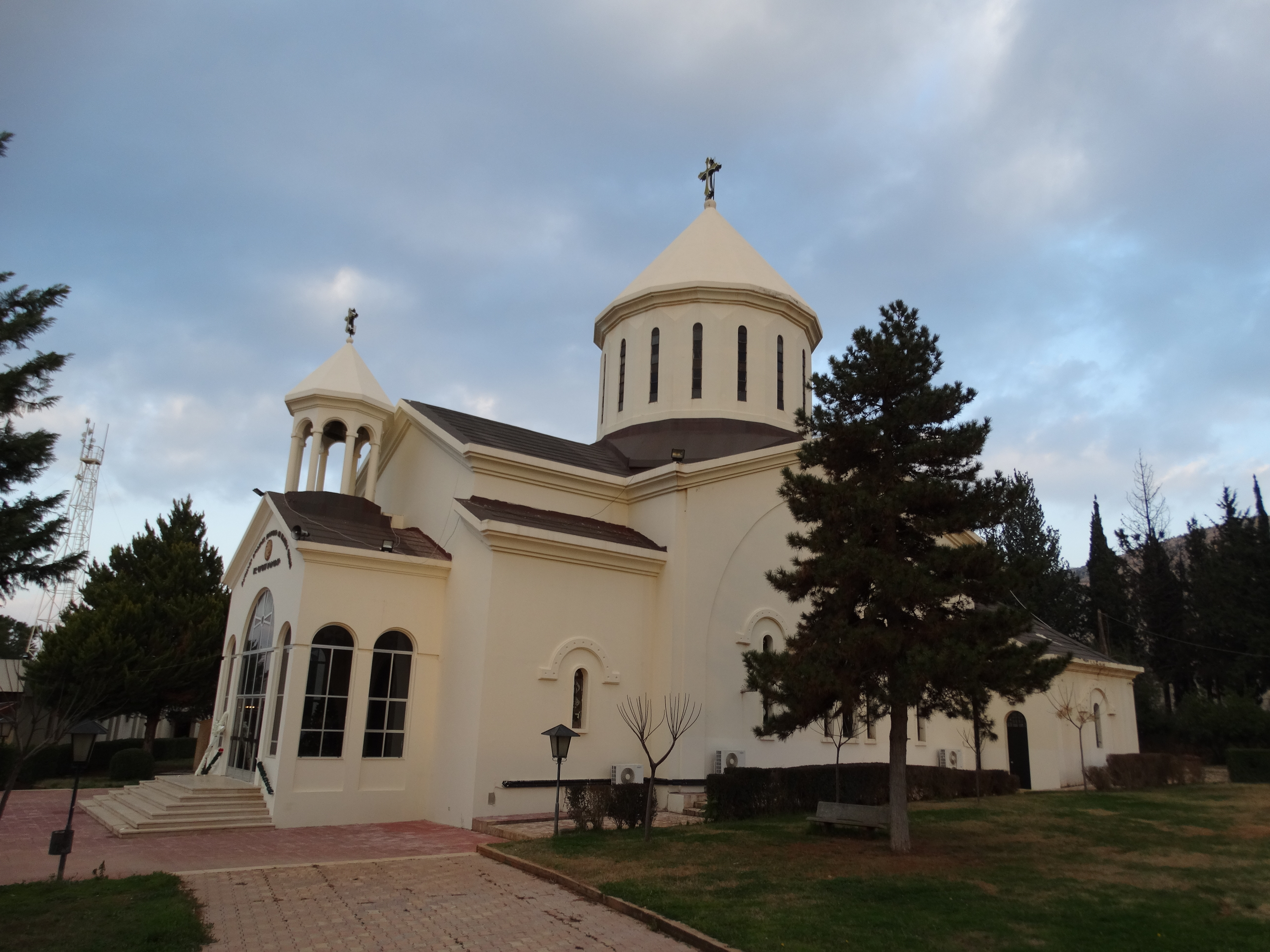
Iglesia armenia de San Pablo en Anjar
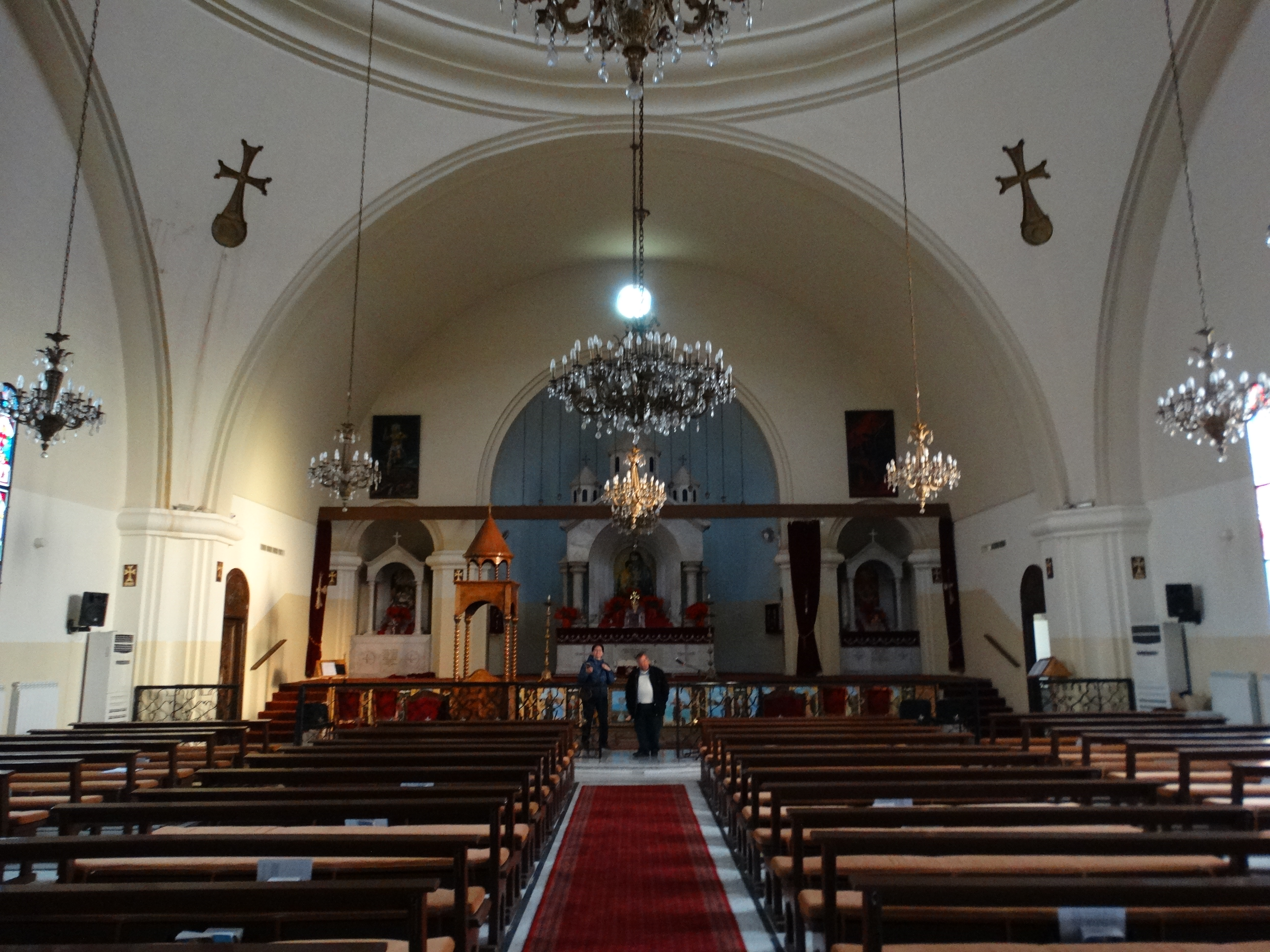
Iglesia armenia de San Poghos en Anjar (vista interior)
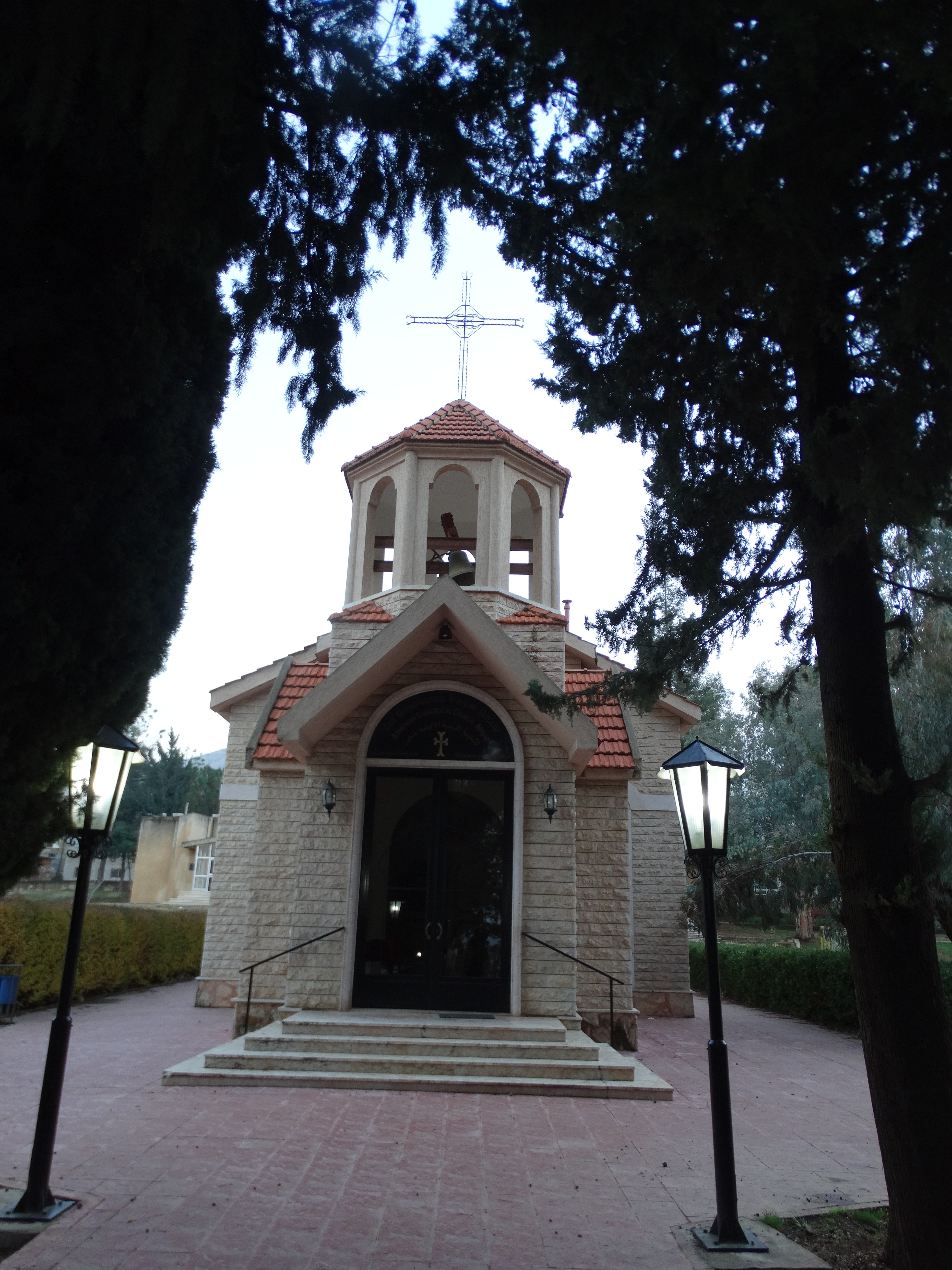
Iglesia protestante armenia en Anjar
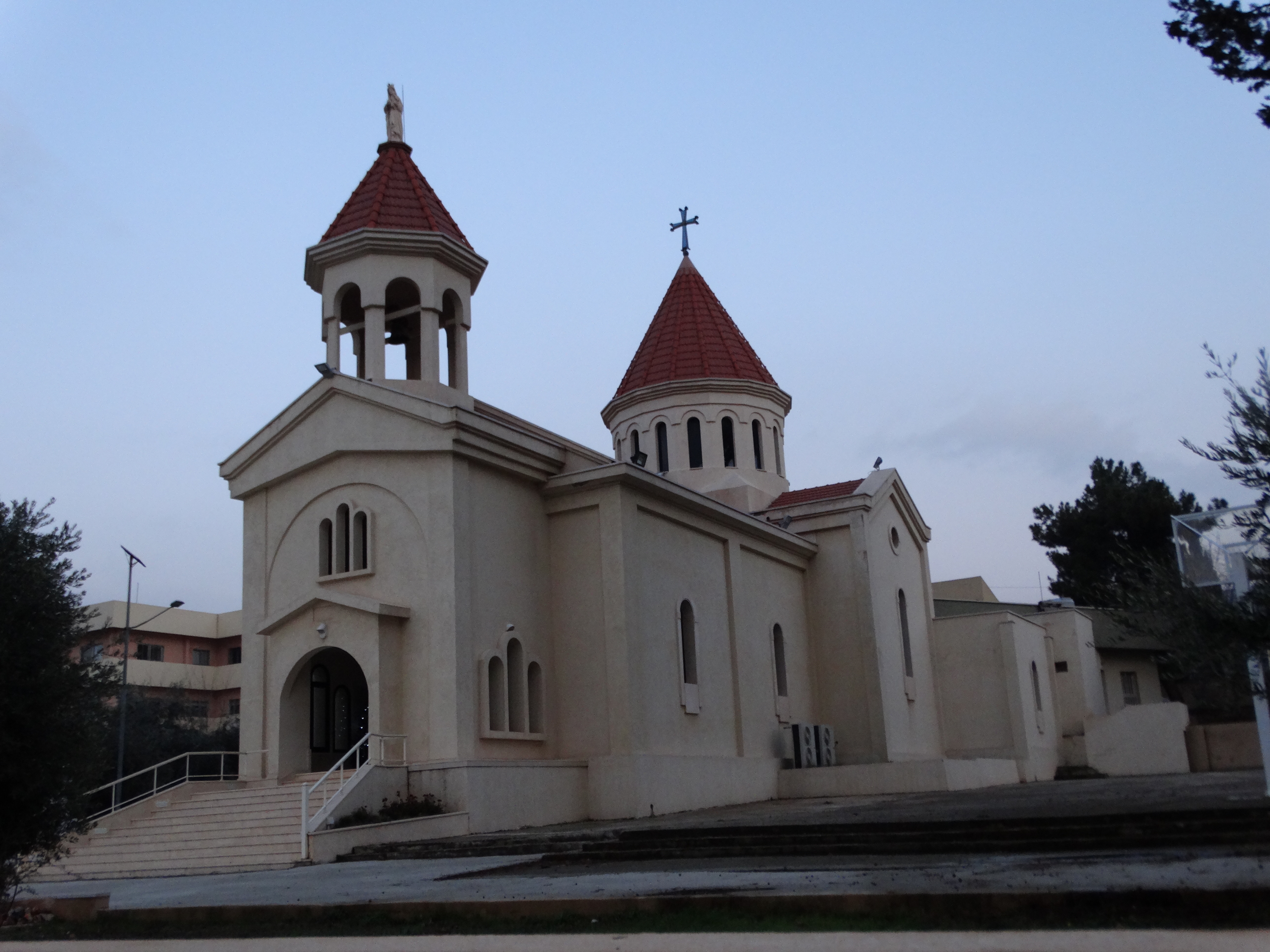
La Iglesia Católica Armenia en Anjar
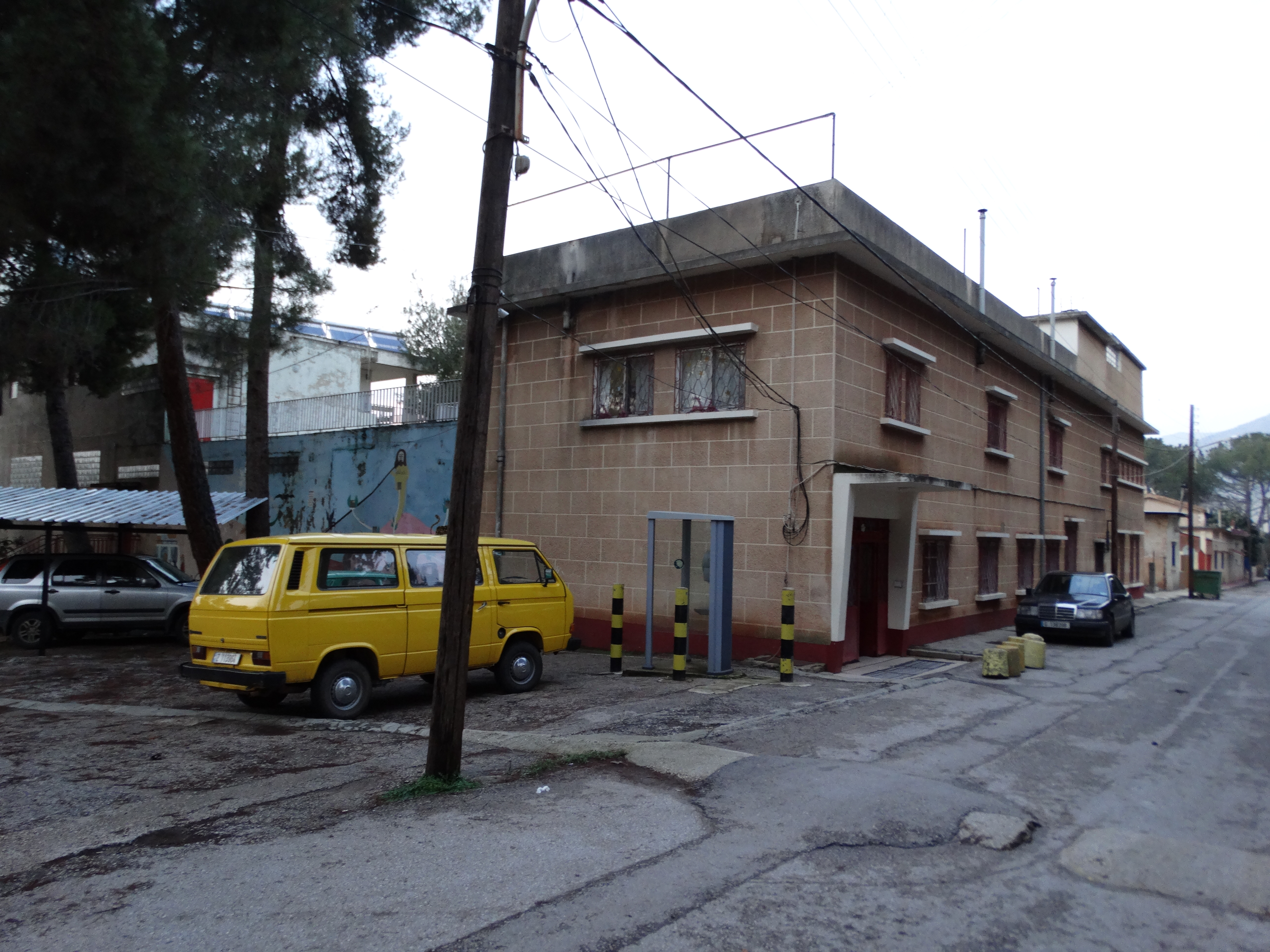
Una vista de la ciudad

## Las ruinas
Su arquitectura omeya supone un puente entre el arte bizantino y el arte árabe.
Las ruinas de la ciudad cubren 114,000 m² y están rodeadas por una muralla de dos metros de espesor y siete metros de altura. Su diseño rectangular de 370 m por 310 m se basa en la planificación de la ciudad romana y la arquitectura con mampostería prestada de los bizantinos. Dos grandes avenidas, el cardo máximo, que corre de norte a sur, y el decumano máximo, que corre de este a oeste, dividen la ciudad. Las dos avenidas principales, decoradas con columnatas y flanqueadas por unas 600 tiendas, se cruzan bajo un tetrápilo, cuyos zócalos, ejes y capiteles son spolia romana reutilizada en el período omeya. Calles más pequeñas subdividen la mitad occidental de la ciudad en cuartos de diferentes tamaños.
Monumentos principales:
- El Gran Palacio de 59 m por 70 m, parcialmente reconstruido, está precedido por una serie de arcadas. Su patio central está rodeado por un peristilo.
- El Pequeño Palacio, casi cuadrado, de 46 m por 47 m destaca por sus numerosos fragmentos ornamentales y su entrada central ricamente decorada.
- Una Mezquita de 45 m por 32 m se encuentra entre los dos palacios.
- Baños termales de modelo romano en el norte del recinto.

Los numerosos fragmentos de frisos con motivos vegetales, figurativos y geométricos son muestra de edificios ricamente decorados en su día.

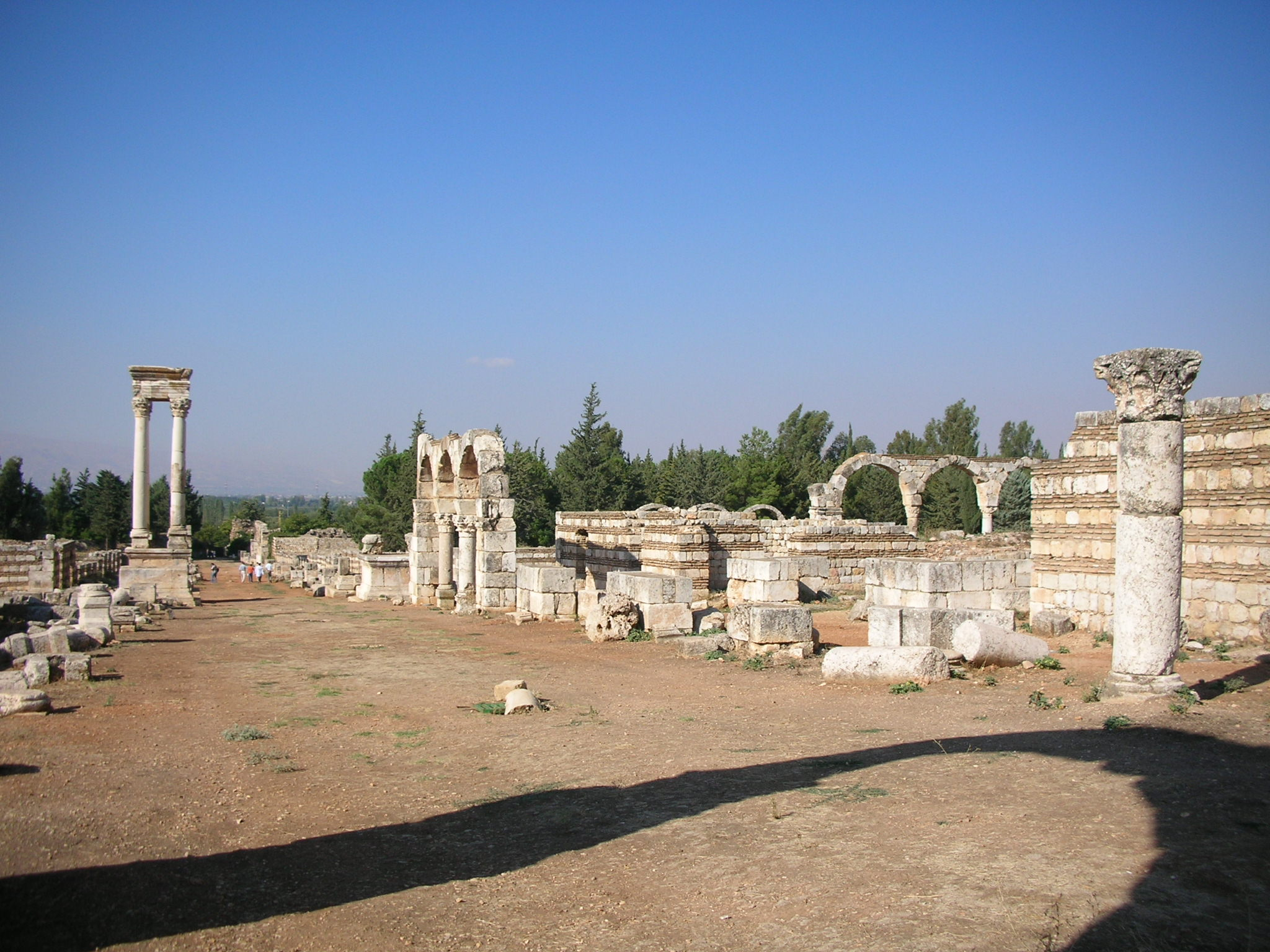
El Decumano Máximo
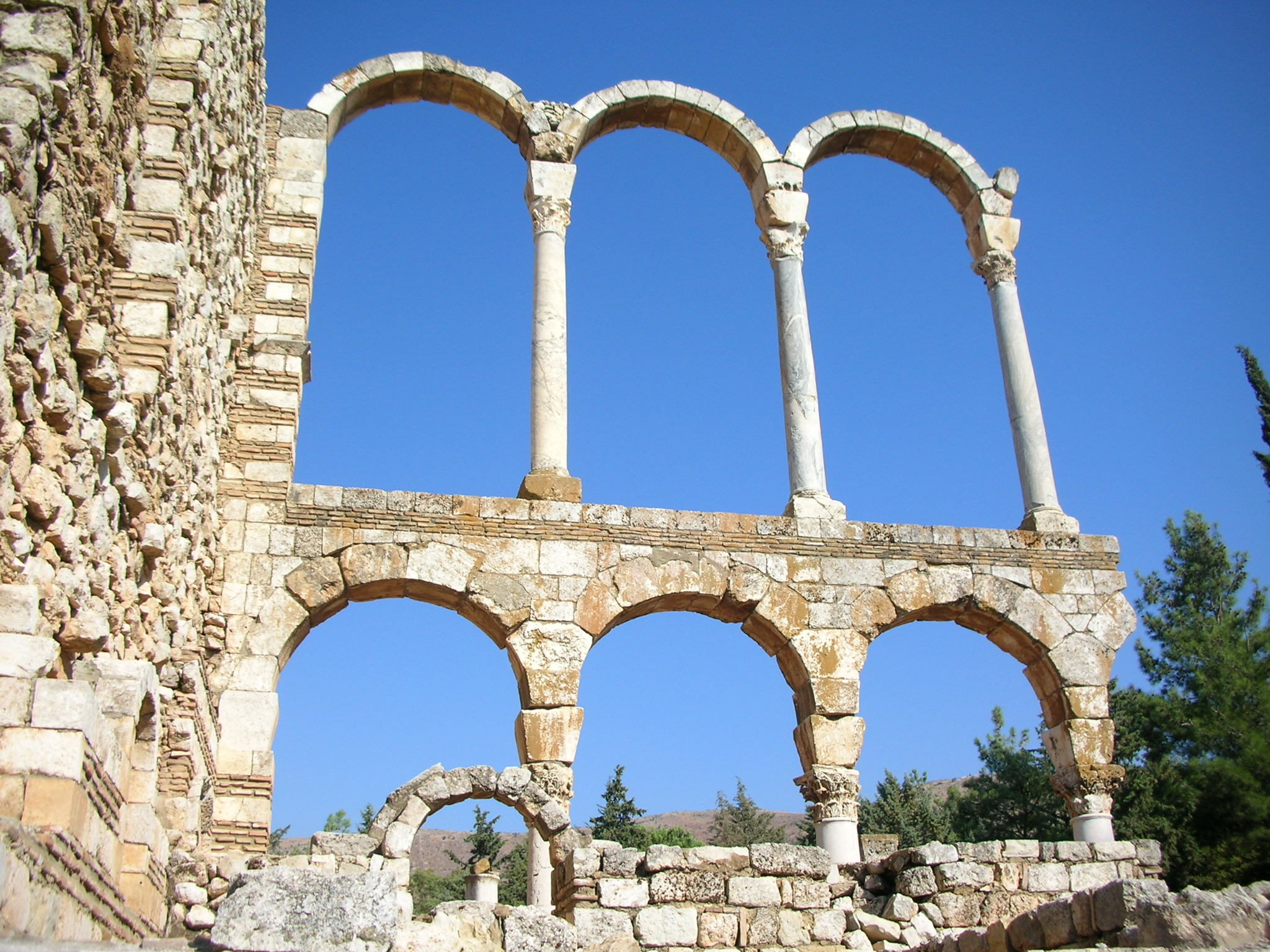
El Gran Palacio
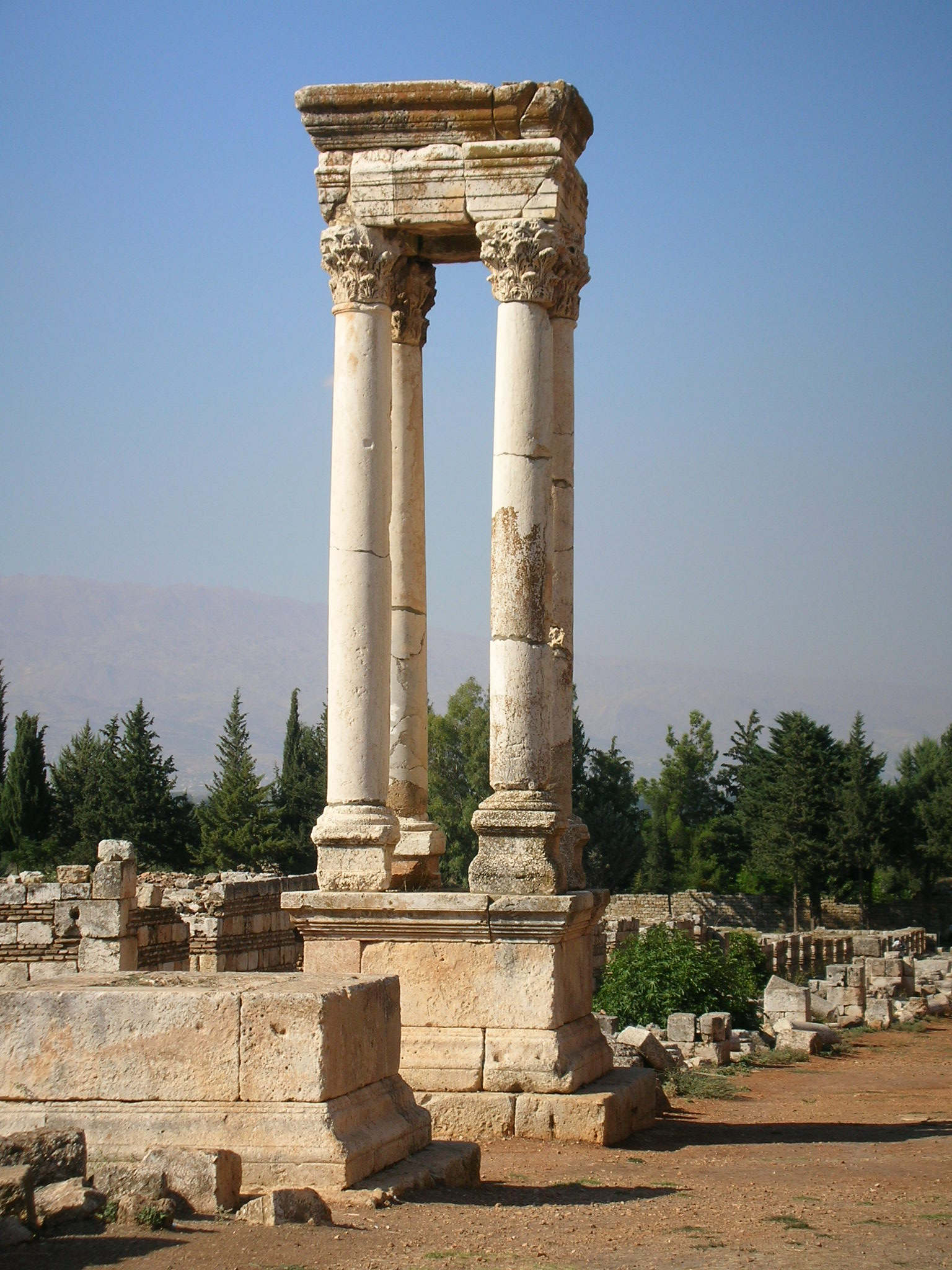
El Tetrápilo
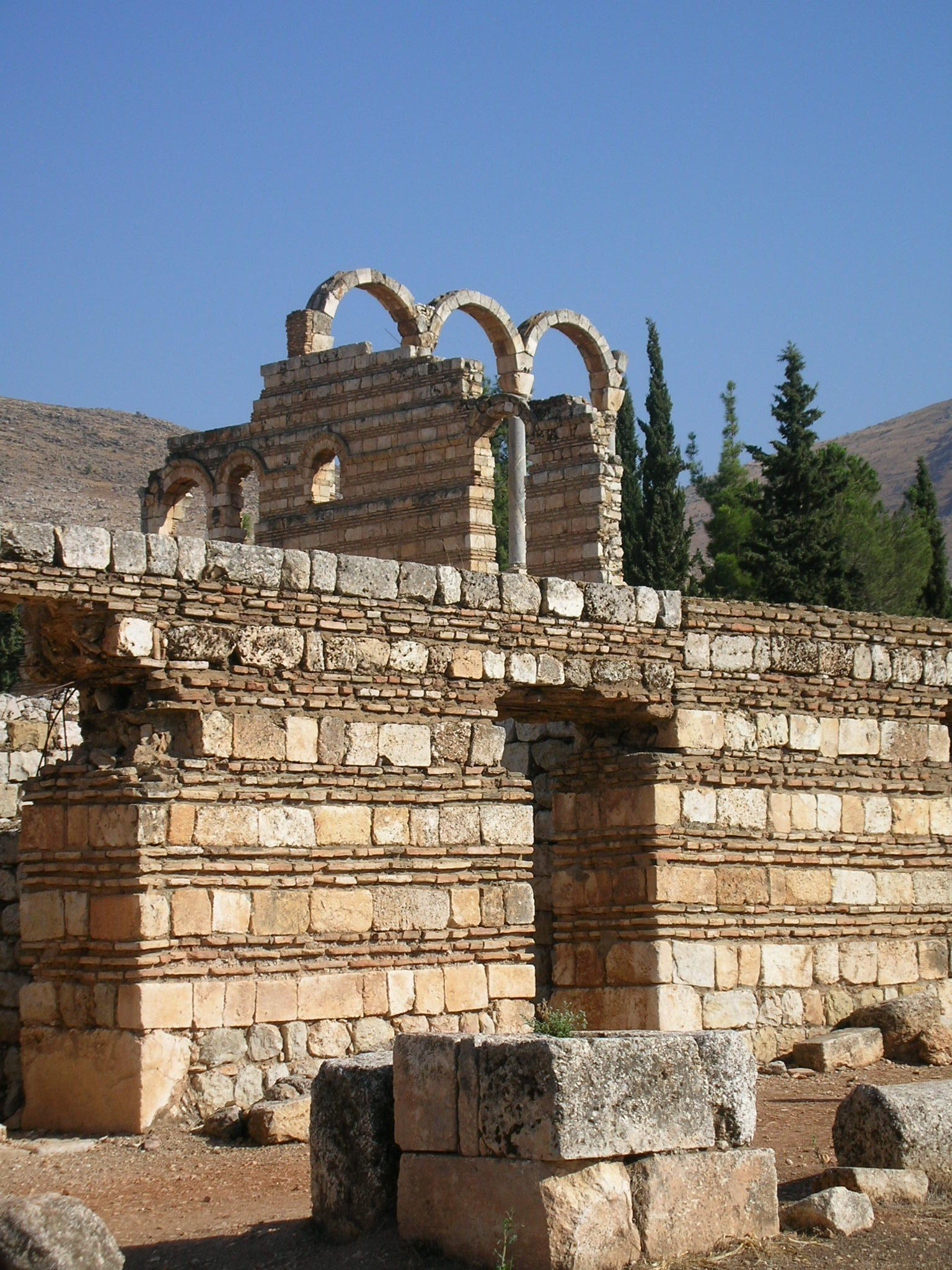
El muro exterior del Gran Palacio.